# Přítluky
Obec Přítluky (německy Prittlach) se nachází v okrese Břeclav v Jihomoravském kraji. Žije zde 783 obyvatel. Skládá se ze dvou částí, jejichž katastrální území spolu nesousedí: Přítluky a Nové Mlýny.
Z užitkových služeb se zde nachází obchod, restaurace, pošta, kostel, penzion, sportovní komplex a knihovna.

## Název
Jméno vesnice je původně označení jejích obyvatel (nejstarší tvar tudíž musel znít Přítluci), kteří se na její místo "přitloukli", tedy odněkud přivlekli, obtížně přišli, přitoulali se (doloženo je nářeční tlouct se - "toulat se"). Už od 13. století je doložena i varianta Příkluky. Jen dva roky po českém je poprvé doloženo i německé jméno Prittlach používané do 20. století, které se vyvinulo z českého (změnou přípony). Mezi 13. a 18. stoletím je nicméně německé jméno doloženo v řadě dalších variant (Brittelucke, Briduc, Predlagg, Prückling, Pricklach).

## Historie
První písemná zmínka o obci (Pritluc) pochází z roku 1220 (z listiny olomouckého biskupa Roberta pro velehradský klášter).

## Obyvatelstvo
V obci k počátku roku 2016 žilo celkem 786  obyvatel. Z nich bylo 391  mužů a 395 žen. Průměrný věk obyvatel obce dosahoval 43% let. Dle Sčítání lidu, domů a bytů provedeném v roce 2011, kdy v obci žilo 765  lidí. Nejvíce z nich bylo (18,2%) obyvatel ve věku od 30 do 39  let. Děti do 14 let věku tvořily 13,7% obyvatel a senioři nad 70 let úhrnem 6,9%. Z celkem 660  občanů obce starších 15 let mělo vzdělání 53% střední vč. vyučení (bez maturity). Počet vysokoškoláků dosahoval 3,5% a bez vzdělání bylo naopak 0,3% obyvatel. Z cenzu dále vyplývá, že ve městě žilo 361 ekonomicky aktivních občanů. Celkem 79,8% z nich se řadilo mezi zaměstnané, z nichž 60,4% patřilo mezi zaměstnance, 1,9% k zaměstnavatelům a zbytek pracoval na vlastní účet. Oproti tomu celých 48,1% občanů nebylo ekonomicky aktivní (to jsou například nepracující důchodci či žáci, studenti nebo učni) a zbytek svou ekonomickou aktivitu uvést nechtěl. Úhrnem 363 obyvatel obce (což je 47,5%), se hlásilo k české národnosti. Dále 173 obyvatel bylo Moravanů a 3 Slováků. Celých 179 obyvatel obce však svou národnost neuvedlo.

### Struktura
Vývoj počtu obyvatel za celou obec i za jeho jednotlivé části uvádí tabulka níže, ve které se zobrazuje i příslušnost jednotlivých částí k obci či následné odtržení.
| Místní části   | Místní části  | 1869 | 1880 | 1890 | 1900 | 1910 | 1921 | 1930 | 1950 | 1961 | 1970 | 1980 | 1991 | 2001 | 2011 |
| -------------- | ------------- | ---- | ---- | ---- | ---- | ---- | ---- | ---- | ---- | ---- | ---- | ---- | ---- | ---- | ---- |
| Počet obyvatel | část Přítluky | 1074 | 1188 | 1101 | 1137 | 1116 | 1084 | 1071 | 888  | 926  | 866  | 901  | 823  | 775  | 765  |
| Počet domů     | část Přítluky | 237  | 238  | 246  | 250  | 262  | 263  | 278  | 233  | 193  | 195  | 209  | 250  | 228  | 280  |

### Náboženský život
Obec je sídlem římskokatolické farnosti Rakvice. Ta je součástí břeclavského děkanství brněnské diecéze v moravské provincii. Při censu prováděném v roce 2011 se 118 obyvatel obce (15%) označilo za věřící. Z tohoto počtu se 57 hlásilo k církvi či náboženské obci, a sice 49 obyvatel k římskokatolické církvi (6% ze všech obyvatel obce) a 1 k pravoslavné. Úhrnem 302 obyvatel se označilo bez náboženské víry a 345 lidí odmítlo na otázku své náboženské víry odpovědět.

## Pamětihodnosti
- Kostel svaté Markéty
- Boží muka
- Fara
- Maják (rozhledna)

## Galerie

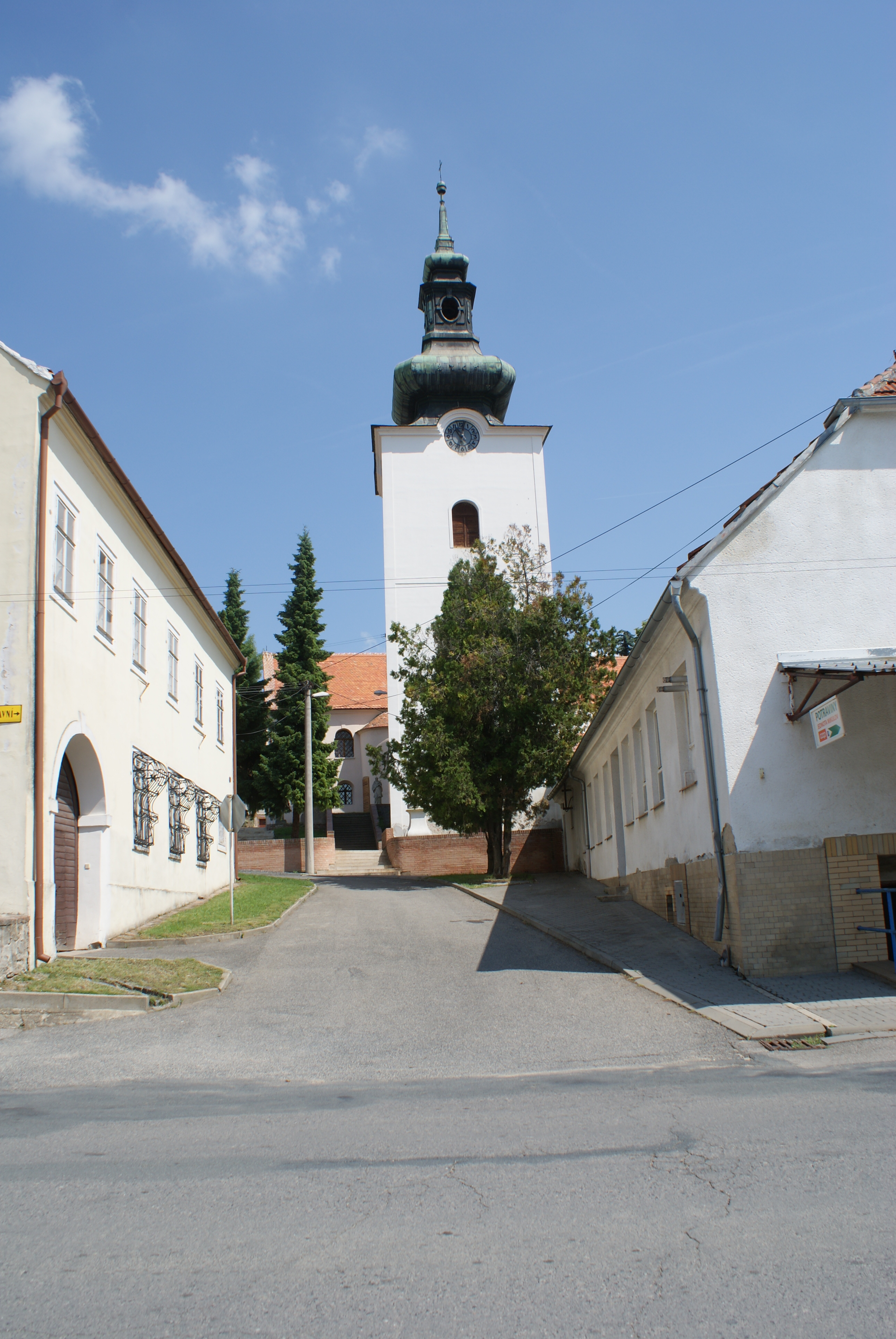
Kostel sv. Markéty
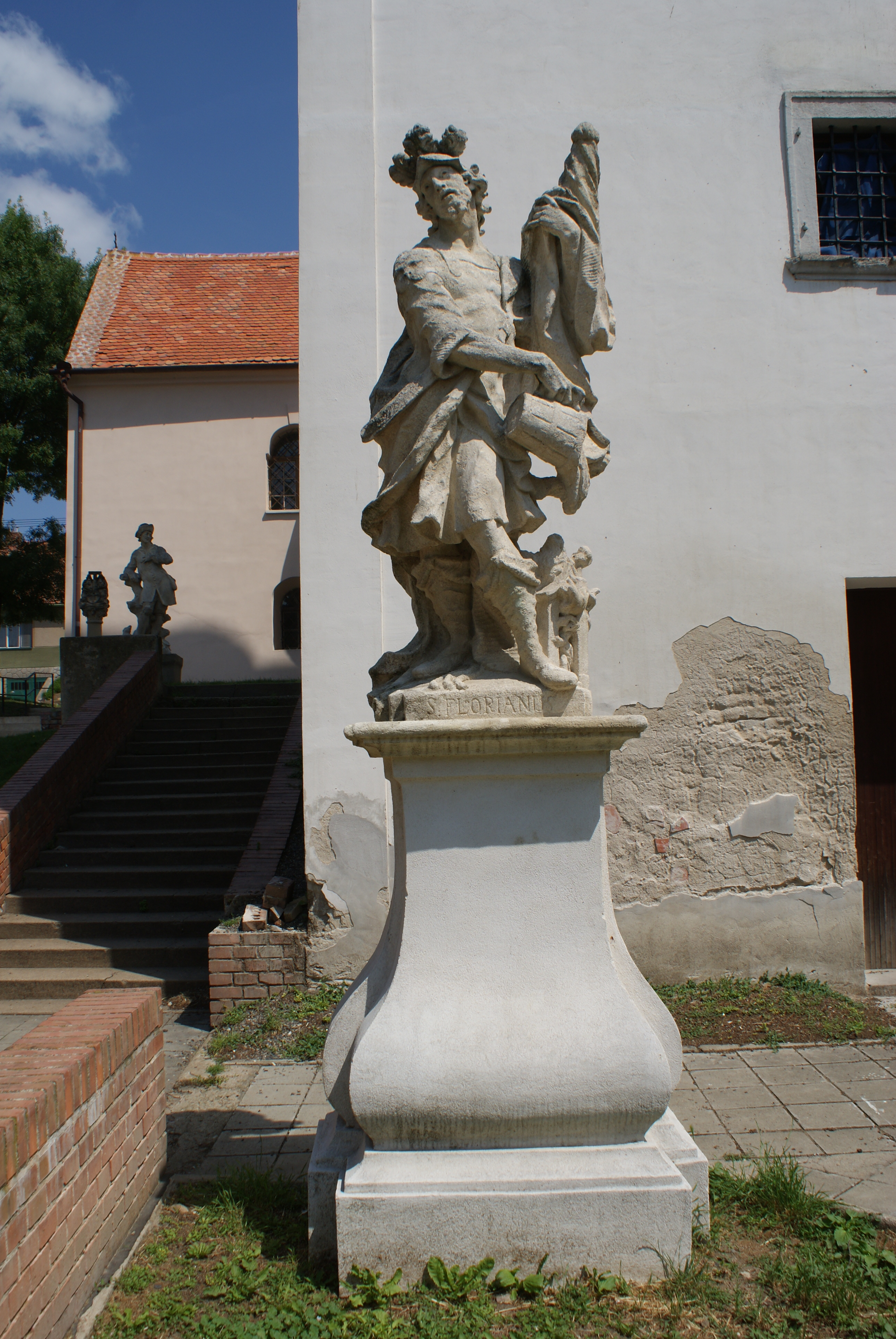
Socha sv. Floriána u kostela
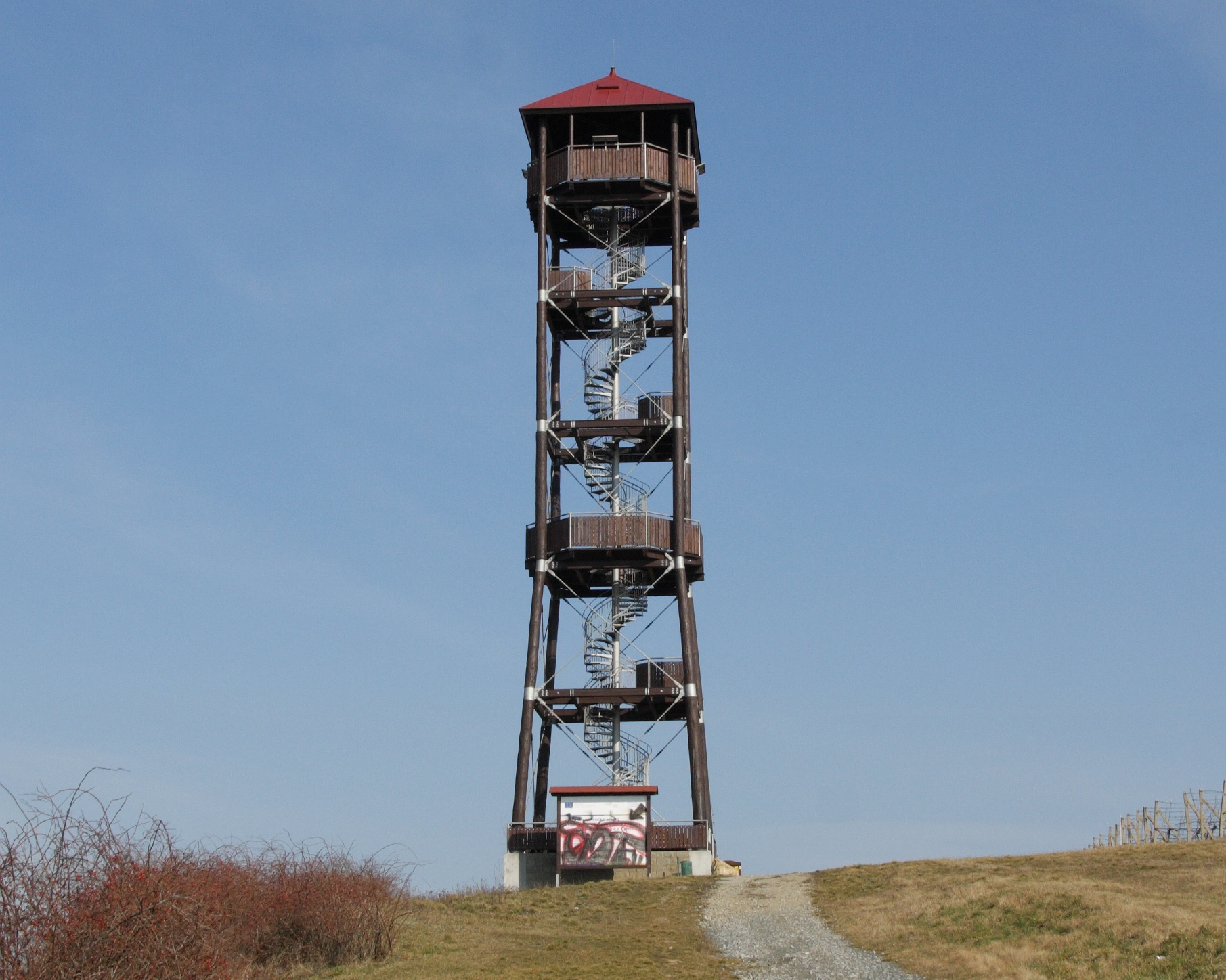
Rozhledna Maják
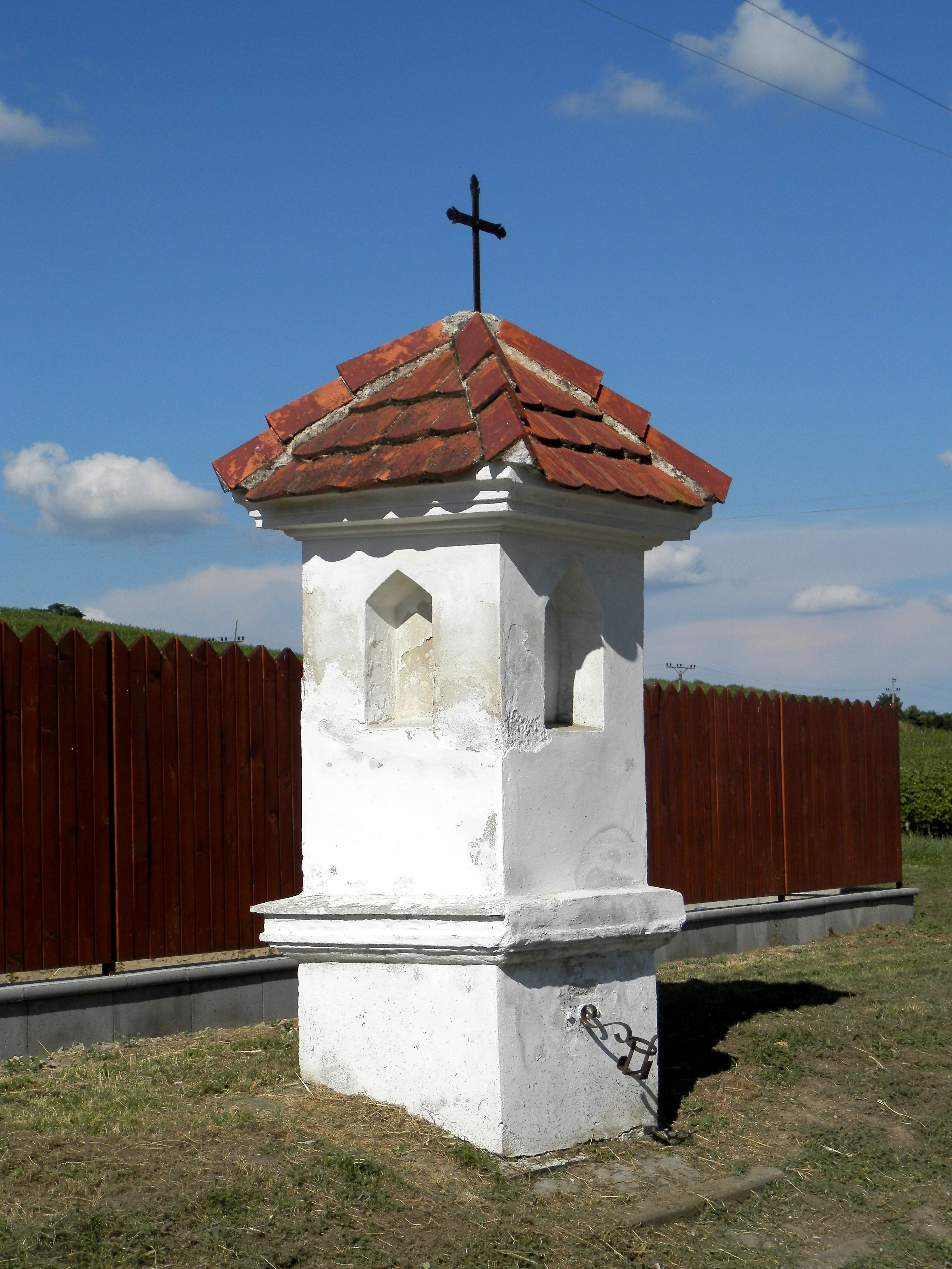
Boží muka